# Parker (Kansas)
Parker es una ciudad ubicada en el condado de Linn en el estado estadounidense de Kansas. En el año 2010 tenía una población de 277 habitantes y una densidad poblacional de 395,71 personas por km².

## Geografía
Parker se encuentra ubicada en las coordenadas 38°19′44″N 94°59′27″O / 38.32889, -94.99083 (38.328875, -94.990795).

## Demografía
Según la Oficina del Censo en 2000 los ingresos medios por hogar en la localidad eran de $24,531 y los ingresos medios por familia eran $30,625. Los hombres tenían unos ingresos medios de $31,250 frente a los $21,250 para las mujeres. La renta per cápita para la localidad era de $10,110. Alrededor del 23.3% de la población estaban por debajo del umbral de pobreza.